# FMA I.Ae. 34
Die FMA I.Ae. 34 Clen Antú war ein Segelflugzeug des argentinischen Herstellers Fábrica Militar de Aviones.

## Geschichte
Reimar Horten kam nach dem Krieg nach Argentinien. Hier arbeitet er beim Instituto Aerotécnico weiter am Nurflügelkonzept und entwarf unter anderem die I.Ae. 34 Clen Antu, die manchmal auch als Horten XVa bezeichnet wurde. Der Erstflug erfolgte am 20. Juni 1949. Mit den ersten vier Maschinen sollte das neuartige Steuerkonzept getestet werden. Zwei Einsitzer wurden für den internationalen Segelflugzeugwettbewerb in Madrid 1952 gebaut, bei dem die Maschinen im Wettbewerb jedoch erfolglos blieben.

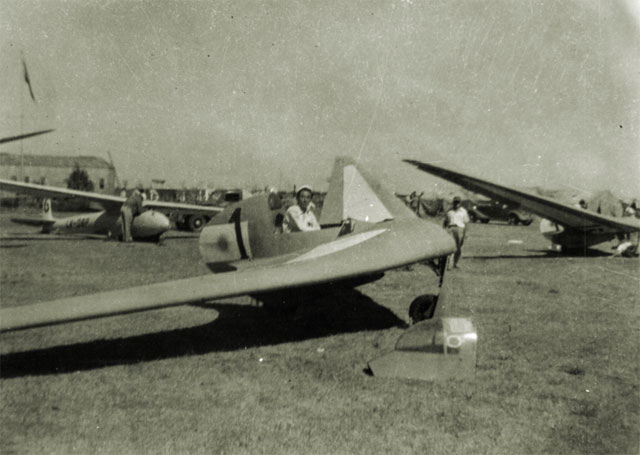
Die einsitzige I.Ae. 34M beim Segelflugwettbewerb in Madrid. Gut zu erkennen, das ausfahrbare Bugrad.

## Konstruktion
Die I.Ae. 34 war ein zweisitziges schwanzloses Nurflügelsegelflugzeug. Die Tragflächen hatten eine leichte V-Form und waren etwa 21,8° nach hinten gepfeilt. Die Piloten saßen in zwei geschlossenen hinter und übereinander befindlichen getrennten Cockpits im Rumpf, eigentlich dem Mittelteil der Tragfläche, die nach hinten spitz auslief, wodurch das Flugzeug, das über kein Leitwerk verfügte, eine verbesserte Gierstabilität aufwies. Der Mittelteil mit den Cockpits war aus Sperrholz gefertigt, der Rest der Tragfläche, eine mit Stoff bespannte Holzkonstruktion. Die Maschine verfügte unter dem Mittelteil über zwei hintereinander befindliche teilversenkte Räder sowie eine Gleitkufe an der Bugunterseite.

## Versionen
- I.Ae. 34 – Zweisitzige Standardversion, alias Horten XVa.
- I.Ae. 34M – Einsitzige Version mit ausfahrbarem Bugrad und 25 kg leichter als der Doppelsitzer. Auch als Horten XVb bezeichnet.

## Technische Daten
| Kenngrößen                  | Daten                |
| --------------------------- | -------------------- |
| Besatzung                   | 1                    |
| Passagiere                  | 1                    |
| Länge                       | 4,40 m               |
| Spannweite                  | 18 m                 |
| Höhe                        | 1,6 m                |
| Flügelfläche                | 18,9 m²              |
| Gleitzahl                   | 17,1                 |
| Geringstes Sinken           | 0,27 m/s bei 70 km/h |
| Leermasse                   | 270 kg               |
| max. Startmasse             | 430 kg               |
| max. Schleppgeschwindigkeit | 250 km/h             |

## Erhaltene Exemplare
Eine I.Ae. 34M befindet sich im Museo de la Industria in Córdoba.